# Scorzonerinae
Scorzonerinae Dumort., 1827 è una sottotribù di piante angiosperme dicotiledoni della famiglia delle Asteraceae.

## Etimologia
Il nome della sottotribù deriva dal suo genere più importante Scorzonera L. dall'etimologia incerta: potrebbe derivare da più radici quali "scorzon" in francese antico, "Scorsone" in italiano e "escorzonera" in spagnolo, che significa scorza nera; ma anche "vipera", forse dall'uso delle sue radici come antidoto al morso dei serpenti.
Il nome scientifico è stato definito per la prima volta dal botanico, naturalista e politico belga Barthélemy Charles Joseph Dumortier (Tournai, 3 aprile 1797 – 9 giugno 1878) nella pubblicazione "Florula belgica, opera majoris prodromus. - 63.1827" del 1827.

## Descrizione

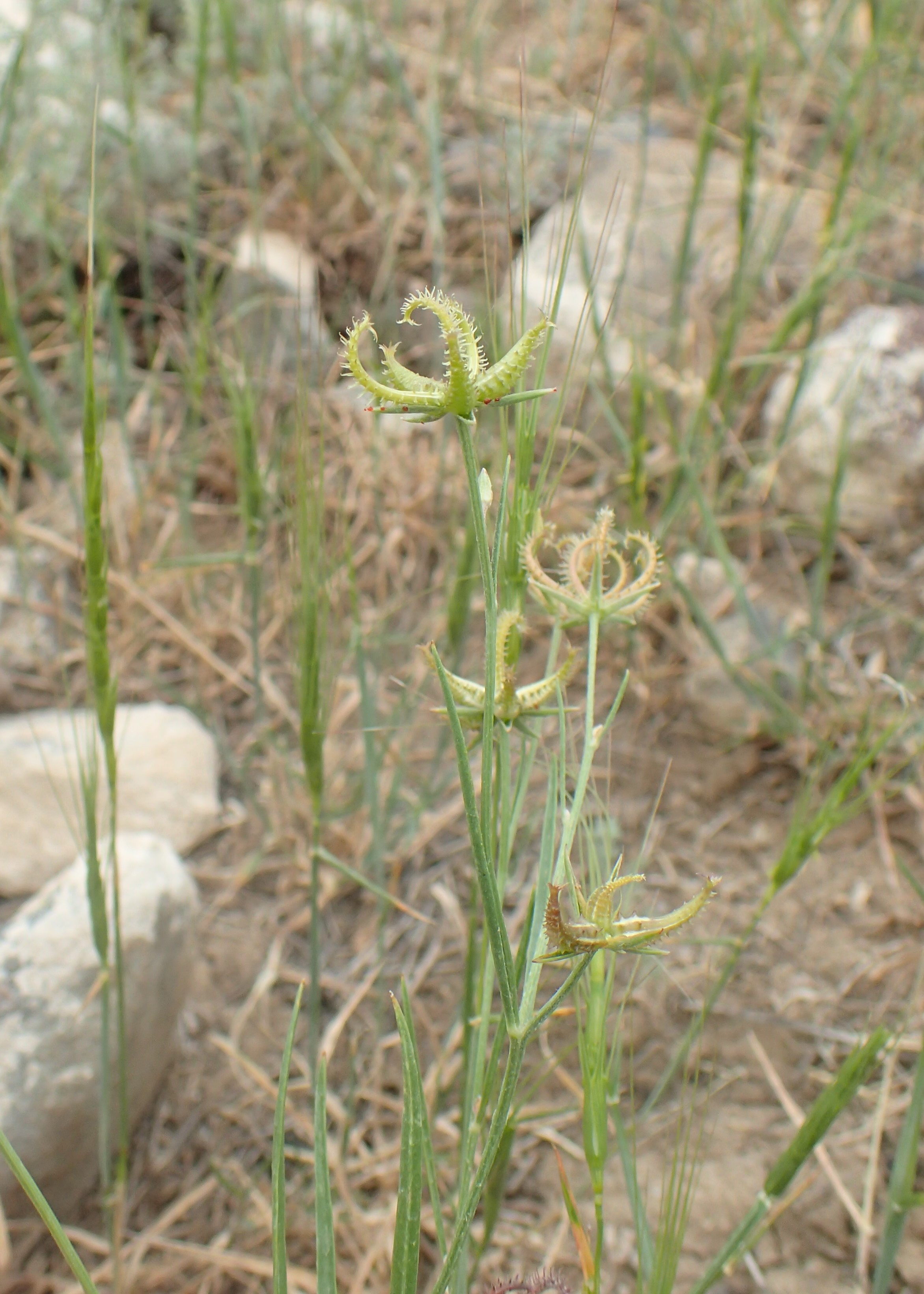
Il portamento
Koelpinia_linearis

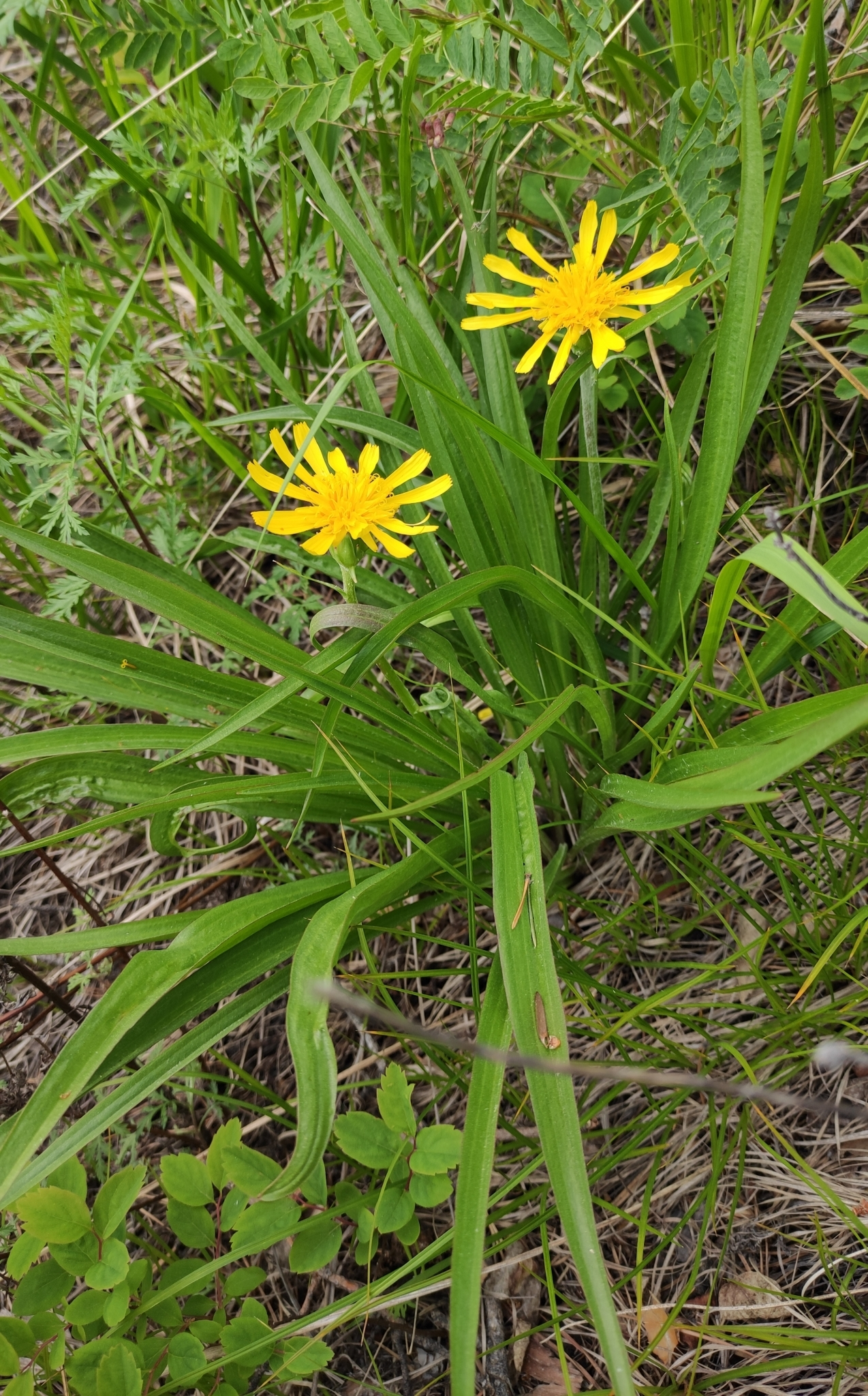
Le foglie
Scorzonera radiata

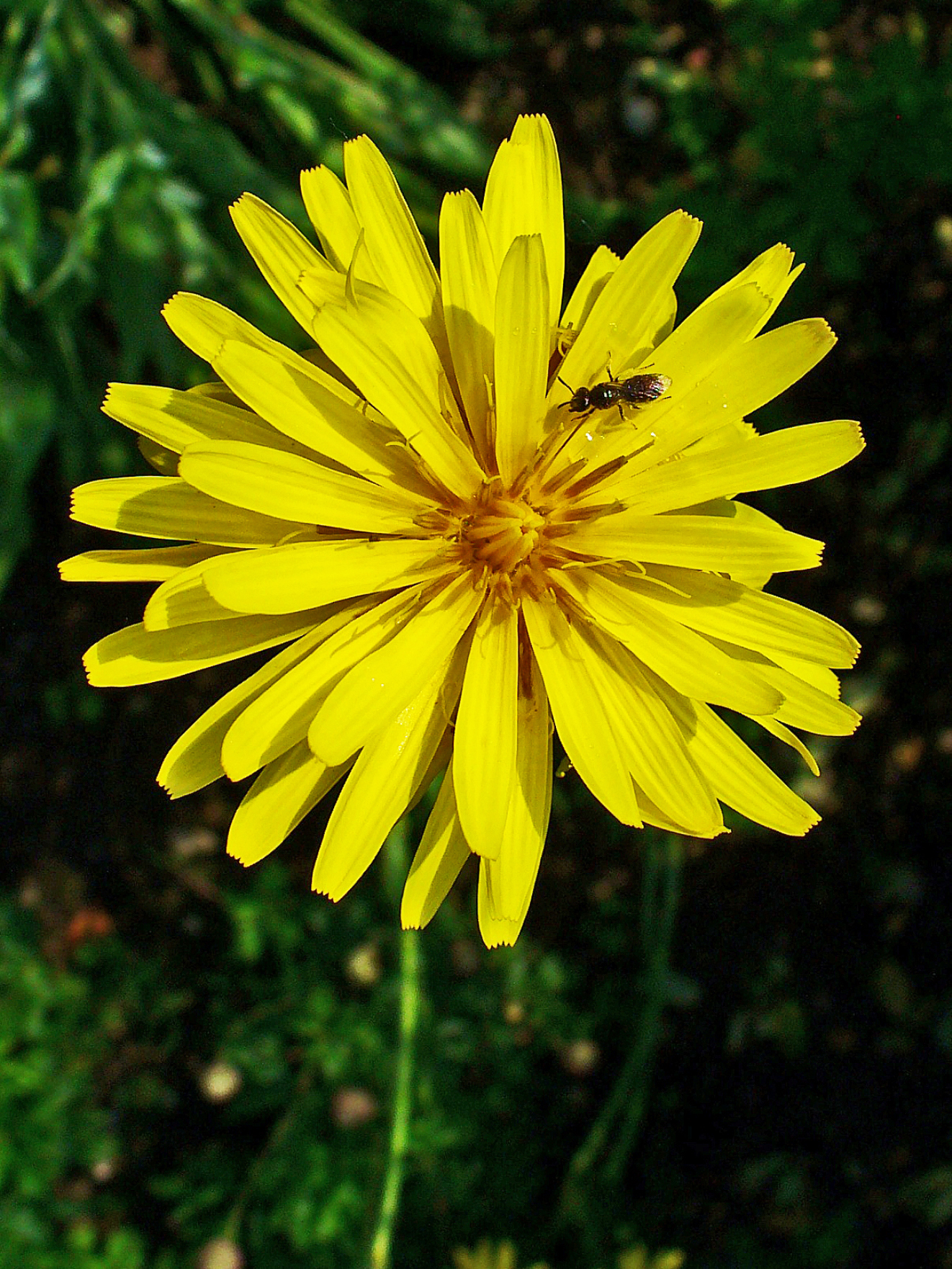
Infiorescenza
Pseudopodospermum hispanicum

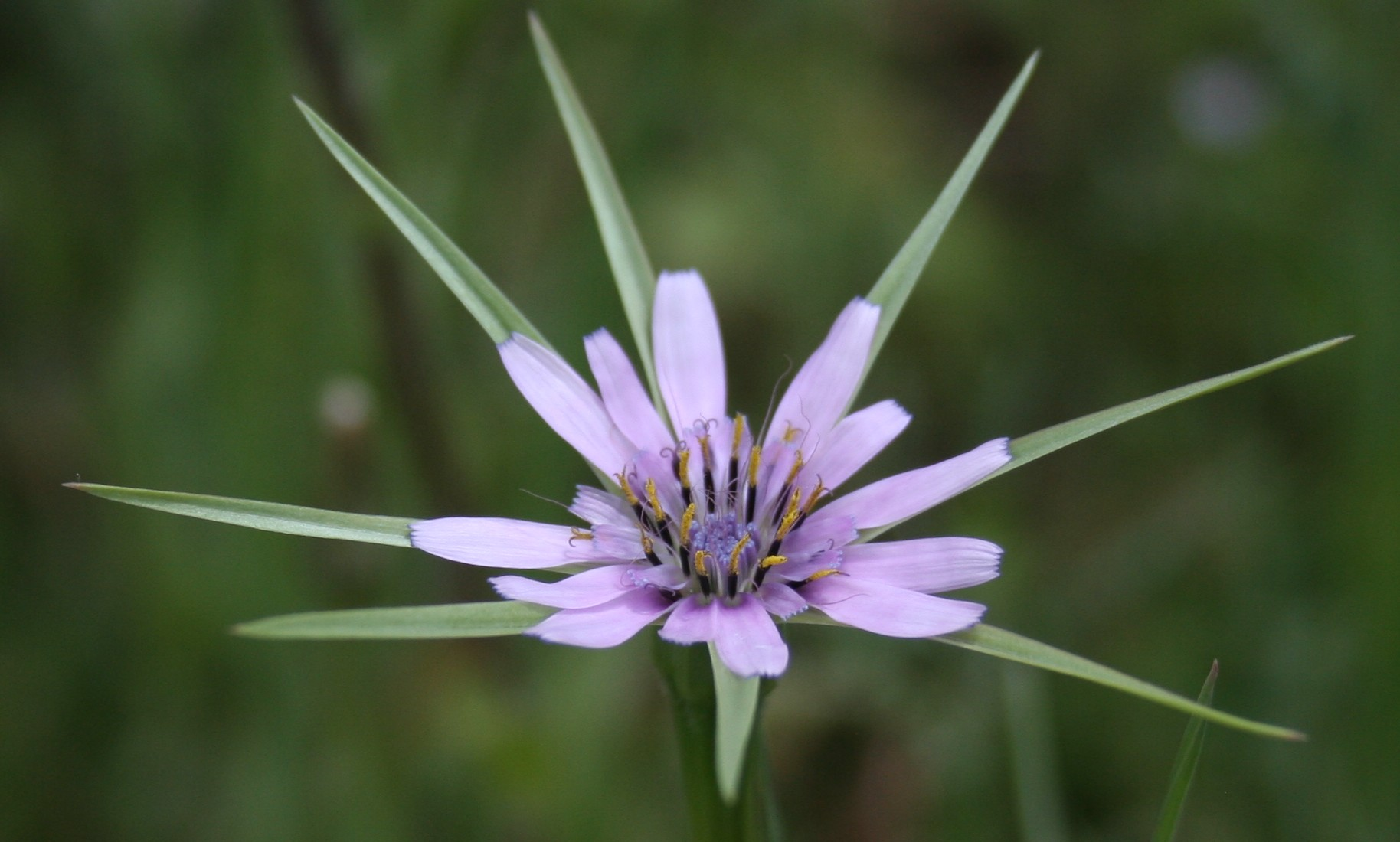
I fiori
Geropogon hybridus

Habitus. Le Scorzonerinae sono caratterizzate da piante perenni (o annue o bienni – Geropogon) con abbondante latice lattescente.
Foglie. Le foglie sono lineari-lanceolate (graminiformi o con base allargata e amplessicauli) disposte lungo il caule in modo alterno. Le venature sono parallele. La superficie è glabra o tomentosa, ma mai ispida o irsuta. In Scorzonera (le specie ex Podospermun) le foglie sono del tipo pennatosette.
Infiorescenza. Le infiorescenze sono formate da capolini peduncolati solitari o pochi con molti fiori tutti del tipo ligulato.  I peduncoli) fiorali sono di due specie: sottili o ingrossati.  I capolini sono formati da un involucro composto da diverse brattee (o squame) all'interno delle quali un ricettacolo fa da base ai fiori ligulati. L'involucro è formato da una sola serie di squame più lunghe dei fiori raggianti (Geropogon e Tragopogon) oppure da più serie di brattee più brevi dei fiori (Scorzonera). Talvolta le brattee alla base sono connate. Il ricettacolo è nudo (senza pagliette).
Fiori. I fiori sono tetra-ciclici (ossia sono presenti 4 verticilli: calice – corolla – androceo – gineceo) e pentameri (ogni verticillo ha in genere 5 elementi). I fiori sono inoltre ermafroditi e zigomorfi.
- Formula fiorale:

*/x K {\displaystyle \infty }, [C (5), A (5)], G 2 (infero), achenio
- Calice: i sepali del calice sono ridotti ad una coroncina di squame.
- Corolla: le corolle sono formate da una ligula terminante con 5 denti; il colore è giallo (pallido) o violetto o purpureo. La superficie può essere sia pubescente che glabra; le ligule in genere sono incurvate all'esterno (disposizione radiale).
- Androceo: gli stami sono 5 con filamenti liberi e distinti, mentre le antere sono saldate in un manicotto (o tubo) circondante lo stilo.[12] Le antere alla base sono acute. Il polline è tricolporato (con due lacune), è echinato (con punte) e anche "lophato" (la parte più esterna dell'esina è sollevata a forma di creste e depressioni).[13]
- Gineceo: lo stilo è filiforme, mentre gli stigmi dello stilo sono due divergenti e ricurvi. L'ovario è infero uniloculare formato da 2 carpelli. Gli stigmi sono filiformi e con superficie stigmatica interna.

Frutti. I frutti sono degli acheni ristretti all'apice con pappo. La superficie dell'achenio può essere percorsa da striature longitudinali (Scorzonera, le specie ex Podospermun) o anche alata. In Geropogon è presente un becco apicale. Il pappo è piumoso o formato da setole e può essere inserito in un anello cartilagineo (Tragopogon crocifolius); in Koelpinia il pappo è assente ed è provvisto di molti "agganci"; una morfologia anomala per questo gruppo, ma l'analisi morfologica del polline permette di collocare questo genere con certezza nelle Scorzonerinae.

## Biologia
- Impollinazione: l'impollinazione avviene tramite insetti (impollinazione entomogama tramite farfalle diurne e notturne).
- Riproduzione: la fecondazione avviene fondamentalmente tramite l'impollinazione dei fiori (vedi sopra).
- Dispersione: i semi (gli acheni) cadendo a terra sono successivamente dispersi soprattutto da insetti tipo formiche (disseminazione mirmecoria). In questo tipo di piante avviene anche un altro tipo di dispersione: zoocoria. Infatti gli uncini delle brattee dell'involucro si agganciano ai peli degli animali di passaggio disperdendo così anche su lunghe distanze i semi della pianta.

## Distribuzione e habitat
La distribuzione di queste piante è soprattutto europea (vedere più avanti il dettaglio delle distribuzioni per genere).

## Tassonomia
La famiglia di appartenenza di questa voce (Asteraceae o Compositae, nomen conservandum) probabilmente originaria del Sud America, è la più numerosa del mondo vegetale, comprende oltre 23.000 specie distribuite su 1.535 generi, oppure 22.750 specie e 1.530 generi secondo altre fonti (una delle checklist più aggiornata elenca fino a 1.679 generi). La famiglia attualmente (2021) è divisa in 16 sottofamiglie.

### Filogenesi
La sottotribù Scorzonerinae appartiene alla tribù Cichorieae (unica tribù della sottofamiglia Cichorioideae). In base ai dati filogenetici la sottofamiglia Cichorioideae è il terz'ultimo gruppo che si è separato dal nucleo delle Asteraceae (gli ultimi due sono Corymbioideae e Asteroideae). La sottotribù Scorzonerinae è il secondo clade che si è separato dalla tribù.
Nell'ambito della tribù Cichorieae le Scorzonerinae sono monofiletiche e presentano un clade statisticamente ben supportato, oltre che dai dati molecolari anche da quelli morfologici; sono inoltre “gruppo fratello” del clade formato dal gruppo principale di sottotribù della tribù delle Cichorieae; ossia sono in posizione "basale", essendo uno dei primi gruppi che si è evoluto (= separato) dalla tribù.
All'interno della sottotribù se dalle prime analisi filogenetiche (2009) si potevano distinguere cinque cladi basali: Tragopogon/Epilasia, Koelpinia/Pterachaenia, Podospermum/Geropogon, Takhtajaniantha/Scorzonera e Tourneuxia/Lasiospora (alcuni generi ora sono stati assorbiti da altri), attualmente la struttura della sottotribù sembra più complessa.
Dalle analisi del DNA ribosomiale (nrDNA) si ottengono le seguenti informazioni. In posizione basale (e politomica) si trovano i generi Tourneuxia e Gelasia e il resto della sottotribù. Il probabile "core" (la zona filogenetica di più recente formazione) è composto da due cladi: primo clade con il genere Scorzonera (compreso il Podospermum clade) e un secondo clade formato dai generi Pseudopodospermum e Takhtajaniantha. Nel mezzo (tra la base e il "core") si trovano due cladi: quello più vicino alla base è formato dai generi Epilasia, Geropogon e Tragopogon; l'altro con il resto dei generi (spesso in posizione politomica).
In parallelo sono state fatte anche delle analisi con il DNA plastidiale che in parte confermano la precedente struttura con alcune incongruenze che qui non vengono analizzate.
Il cladogramma seguente, tratto dallo studio citato e semplificato, propone una possibile struttura filogenetica della sottottribù.
|  | Epilasia                                                 |
|  |                                                          |
|  | \| \| Geropogon \| \| \| \| \| \| Tragopogon \| \| \| \| |
|  |                                                          |
|  | Geropogon                                                |
|  |                                                          |
|  | Tragopogon                                               |
|  |                                                          |

|  | Geropogon  |
|  |            |
|  | Tragopogon |
|  |            |

|  | Ramaliella |
|  |            |
|  | Koelpinia  |
|  |            |

|  | Takhtajaniantha   |
|  |                   |
|  | Pseudopodospermum |
|  |                   |

|  | Scorzonera        |
|  |                   |
|  | Podospermum clade |
|  |                   |

|  | Takhtajaniantha   |
|  |                   |
|  | Pseudopodospermum |
|  |                   |

|  | Scorzonera        |
|  |                   |
|  | Podospermum clade |
|  |                   |

|  | Ramaliella |
|  |            |
|  | Koelpinia  |
|  |            |

|  | Takhtajaniantha   |
|  |                   |
|  | Pseudopodospermum |
|  |                   |

|  | Scorzonera        |
|  |                   |
|  | Podospermum clade |
|  |                   |

|  | Takhtajaniantha   |
|  |                   |
|  | Pseudopodospermum |
|  |                   |

|  | Scorzonera        |
|  |                   |
|  | Podospermum clade |
|  |                   |

|  | Epilasia                                                 |
|  |                                                          |
|  | \| \| Geropogon \| \| \| \| \| \| Tragopogon \| \| \| \| |
|  |                                                          |
|  | Geropogon                                                |
|  |                                                          |
|  | Tragopogon                                               |
|  |                                                          |

|  | Geropogon  |
|  |            |
|  | Tragopogon |
|  |            |

|  | Ramaliella |
|  |            |
|  | Koelpinia  |
|  |            |

|  | Takhtajaniantha   |
|  |                   |
|  | Pseudopodospermum |
|  |                   |

|  | Scorzonera        |
|  |                   |
|  | Podospermum clade |
|  |                   |

|  | Takhtajaniantha   |
|  |                   |
|  | Pseudopodospermum |
|  |                   |

|  | Scorzonera        |
|  |                   |
|  | Podospermum clade |
|  |                   |

|  | Ramaliella |
|  |            |
|  | Koelpinia  |
|  |            |

|  | Takhtajaniantha   |
|  |                   |
|  | Pseudopodospermum |
|  |                   |

|  | Scorzonera        |
|  |                   |
|  | Podospermum clade |
|  |                   |

|  | Takhtajaniantha   |
|  |                   |
|  | Pseudopodospermum |
|  |                   |

|  | Scorzonera        |
|  |                   |
|  | Podospermum clade |
|  |                   |

|  | Epilasia                                                 |
|  |                                                          |
|  | \| \| Geropogon \| \| \| \| \| \| Tragopogon \| \| \| \| |
|  |                                                          |
|  | Geropogon                                                |
|  |                                                          |
|  | Tragopogon                                               |
|  |                                                          |

|  | Geropogon  |
|  |            |
|  | Tragopogon |
|  |            |

|  | Ramaliella |
|  |            |
|  | Koelpinia  |
|  |            |

|  | Takhtajaniantha   |
|  |                   |
|  | Pseudopodospermum |
|  |                   |

|  | Scorzonera        |
|  |                   |
|  | Podospermum clade |
|  |                   |

|  | Takhtajaniantha   |
|  |                   |
|  | Pseudopodospermum |
|  |                   |

|  | Scorzonera        |
|  |                   |
|  | Podospermum clade |
|  |                   |

|  | Ramaliella |
|  |            |
|  | Koelpinia  |
|  |            |

|  | Takhtajaniantha   |
|  |                   |
|  | Pseudopodospermum |
|  |                   |

|  | Scorzonera        |
|  |                   |
|  | Podospermum clade |
|  |                   |

|  | Takhtajaniantha   |
|  |                   |
|  | Pseudopodospermum |
|  |                   |

|  | Scorzonera        |
|  |                   |
|  | Podospermum clade |
|  |                   |

|  | Epilasia                                                 |
|  |                                                          |
|  | \| \| Geropogon \| \| \| \| \| \| Tragopogon \| \| \| \| |
|  |                                                          |
|  | Geropogon                                                |
|  |                                                          |
|  | Tragopogon                                               |
|  |                                                          |

|  | Geropogon  |
|  |            |
|  | Tragopogon |
|  |            |

|  | Ramaliella |
|  |            |
|  | Koelpinia  |
|  |            |

|  | Takhtajaniantha   |
|  |                   |
|  | Pseudopodospermum |
|  |                   |

|  | Scorzonera        |
|  |                   |
|  | Podospermum clade |
|  |                   |

|  | Takhtajaniantha   |
|  |                   |
|  | Pseudopodospermum |
|  |                   |

|  | Scorzonera        |
|  |                   |
|  | Podospermum clade |
|  |                   |

|  | Ramaliella |
|  |            |
|  | Koelpinia  |
|  |            |

|  | Takhtajaniantha   |
|  |                   |
|  | Pseudopodospermum |
|  |                   |

|  | Scorzonera        |
|  |                   |
|  | Podospermum clade |
|  |                   |

|  | Takhtajaniantha   |
|  |                   |
|  | Pseudopodospermum |
|  |                   |

|  | Scorzonera        |
|  |                   |
|  | Podospermum clade |
|  |                   |

La sottotribù (e quindi i suoi generi) si distingue per i seguenti caratteri:
- all'interno degli steli c'è lattice;
- l'indumento è per lo più soffice o con piccoli peli non ispidi;
- Il polline è tricolporato (con due lacune);
- le setole del pappo hanno delle proiezioni laterali soffici (pappo lanoso);
- l'origine delle specie è del Vecchio Mondo.

Il numero cromosomico delle specie della sottotribù è: 2n = 12 - 14. Sono presenti specie dipolidi, esaploidi e tetraploidi.

### Composizione della sottotribù
La sottotribù comprende 12 generi e 339 specie.

| Genere                                            | N. specie                                                                    | Distribuzione                                                 | Caratteri principali |
| ------------------------------------------------- | ---------------------------------------------------------------------------- | ------------------------------------------------------------- | --- |
| Epilasia Benth. & Hook.f., 1873                   | 3                                                                            | Caucaso, Estremo oriente e Asia centrale                      | Le brattee involucrali esterne sono più lunghe di quelle interne. - Gli acheni possiedono il carpoforo. - La parte distale degli acheni è densamente lanosa. - Il pappo è grigiastro. - Sono presenti dei tannini. |
| Gelasia Cass., 1818                               | 37                                                                           | Europa mediterranea, Africa settentrionale e Asia occidentale | L'habitus è perenne erbaceo. - Gli acheni sono privi di carpoforo ed hanno un indumento lanoso. - Il pappo è fulvo con setole piumose sotto e scabroso sopra. - Non sono presenti i tannini. |
| Geropogon L., 1763                                | Una specie: Geropogon hybridus (L.) Sch. Bip.                                | Mediterraneo                                                  | Il ciclo biologico è annuale. - L'involucro ha una sola serie di brattee. - Il pappo negli acheni più interni è piumoso; negli acheni esterni è formato da 5 setole scabre. - Il carpoforo è assente. - I tannini sono presenti. |
| Koelpinia Pall., 1776                             | 4                                                                            | Mediterraneo, Estremo oriente e Asia centrale                 | Gli acheni hanno una caratteristica forma fortemente incurvata con dei denti tipo glochidi (simili alle Cactaceae). - Gli acheni sono privi di carpoforo e del pappo. - I tannini sono assenti. |
| Lipschitzia Zaika, Sukhor. & N. Kilian, 2020      | Una specie: Lipschitzia divaricata (Turcz.) Zaika, Sukhor. & N. Kilian, 2020 | Mongolia e al nord della Cina                                 | Le infiorescenze sono divaricate e con intricate ramificazioni. - I capolini hanno 4 – 5 fiori. - Il pappo è lungo 5 – 8 mm, bianco sporco. - L'areale di queste piante è relativo alla Mongolia e al nord della Cina. |
| Pseudopodospermum (Lipsch. & Krasch.) Kuth., 1978 | 37                                                                           | Europa, Caucaso e Africa settentrionale                       | Il portamento è sempre perenne. - Le foglie basali sono rosulate e non sono lanose. - Il colore dei fiori è vario (giallo, rosa o viola). - Gli acheni hanno delle coste verrucose. - Il carpoforo in alcune specie può mancare. |
| Pterachaenia (Benth. & Hooker.f.) & Lipsch., 1971 | 2                                                                            | Afghanistan, Iran e Pakistan                                  | L'habitus di queste piante è annuale (o perenne). - I fusti non hanno i residui delle guaine fogliari. - Le corolle sono colorate di giallo pallido con venature color porpora. - Gli acheni, privi di carpoforo, sono alati. - Gli acheni hanno delle forme colonnari o fusiformi. |
| Ramaliella Zaika, Sukhor. & N.Kilian, 2020        | 6                                                                            | Asia sudoccidentale e Africa nordorientale                    | L'habitus è suffruticoso, ramificato in modo divarico con poche foglie. - I capolini hanno da 3 a 12 fiori. - Il pappo è lungo 11 – 18 mm ed è colorato di fulvo o bianco sporco. |
| Scorzonera L., 1753                               | 113                                                                          | Eurasia e Africa del Nord                                     | Le brattee interne dell'involucro hanno una macchia rosso-scuro. - Le corolle sono gialle. - Gli acheni sono privi di carpoforo e di becco. - L'epidermide degli acheni è papillosa. - Il pappo è persistente. |
| Takhtajaniantha Nazarova, 1990                    | 10                                                                           | Europa e Asia (dalla Siberia alla Cina)                       | I fiori sono colorati di giallo con venature viola. - Gli acheni sono privi di carpoforo (e anche di coste verrucose) e la superficie è ricoperta da papille o morbidi peli multicellulari. - Il parenchima subepidermico è continuo. - Le foglie apicalmente sono acuminate e un po' arrotolate. - Il pappo è bianco come la neve. - I cauli si presentano spesso con residui di guaine fogliari. |
| Tourneuxia Coss., 1859                            | Una specie: Tourneuxia variifolia Coss.                                      | Marocco e Algeria                                             | Gli acheni sono compressi con due sottili ali e privi di carpoforo. - L'epidermide degli acheni è glabra. - Il pappo è inserito lateralmente all'apice degli achenio. |
| Tragopogon L., 1753                               | 124                                                                          | Eurasia                                                       | Il ciclo biologico è perenne o bienne. - Gli acheni sono privi di carpoforo. - Le setole del pappo sono piumose. - Le radici sono fittonanti. - Le foglie sono graminiformi. - L'involucro ha una sola serie di brattee. |

Nota: i generi Lasiospora Cass., 1822  e Podospermum DC., 1805 in precedenza considerati ora sono sinonimi rispettivamente di Gelasia e Scorzonera.

### Specie della flora italiana
Nella flora spontanea italiana, appartenenti a questo gruppo, sono presenti le seguenti specie:
Gelasia
- Gelasia hirsuta (Gouan) Zaika, Sukhor. & N.Kilian - Scorzonera irsuta.
- Gelasia villosa (Scop.) Cass. - Scorzonera spinulosa.

Geropogon
- Geropogon hybridus Sch.Bip. - Barba di becco annua.

Pseudopodospermum
- Pseudopodospermum hispanicum (L.) Zaika, Sukhor. & N.Kilian - Scorzonera di Spagna.
- Pseudopodospermum strictum (Hornem.) Zaika, Sukhor. & N.Kilian - Scorzonera con foglie di gladiolo.

Scorzonera
- Scorzonera aristata Ramond - Scorzonera dorata.
- Scorzonera cana C.A.Mey.) Hoffm. - Scorzonera delle argille.
- Scorzonera humilis L. - Scorzonera minore.
- Scorzonera laciniata L. - Scorzonera sbrindellata.
- Scorzonera purpurea L. - Scorzonera purpurea.
- Scorzonera rosea Waldst. & Kit. - Scorzonera rosea.

Takhtajaniantha
- Takhtajaniantha austriaca (Willd.) Zaika, Sukhor. & N.Kilian - Scorzonera austriaca

Tragopogon
- Tragopogon pratensis L. - Barba di becco dei prati.
- Tragopogon minor Mill. - Barba di becco minore.
- Tragopogon orientalis L. - Barba di becco orientale.
- Tragopogon samaritani Heldr. & Sart. - Barba di becco di Smaritani.
- Tragopogon tommasinii Schultz-Bip. - Barba di becco di Tommasini.
- Tragopogon dubius Scop. - Barba di becco a tromba.
- Tragopogon crocifolius L. - Barba di becco minore.
- Tragopogon angustifolius Bell. - Barba di becco a foglie sottili.
- Tragopogon porrifolius L. - Barba di becco violetta.

## Alcune specie

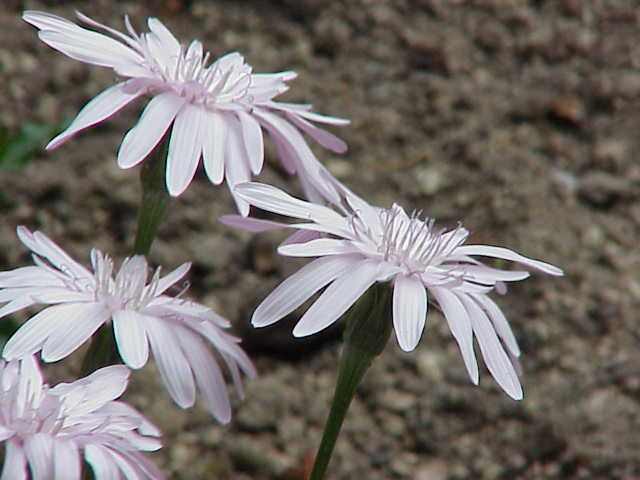
Scorzonera purpurea (Scorzonera purpurea)
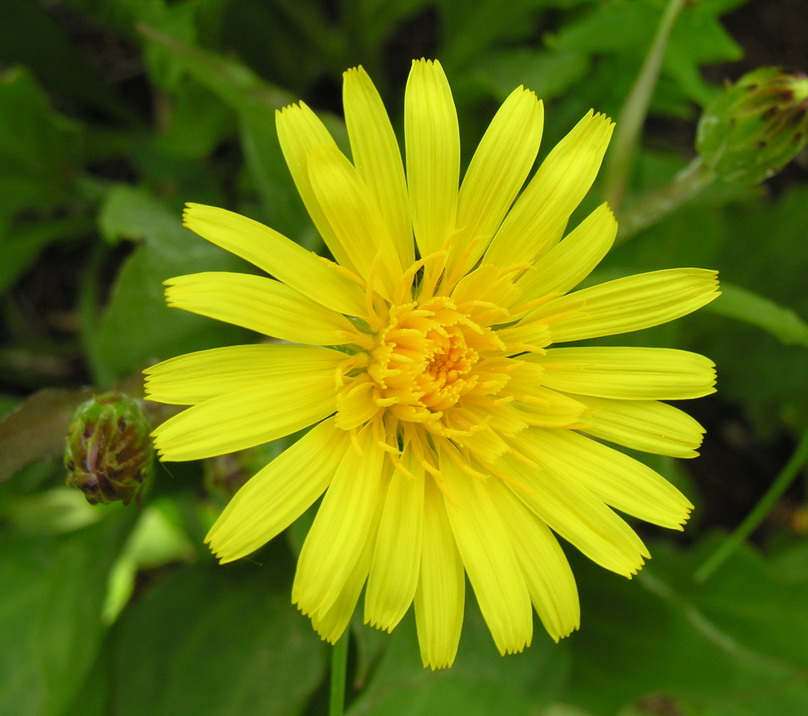
Scorzonera humilis (Scorzonera minore)
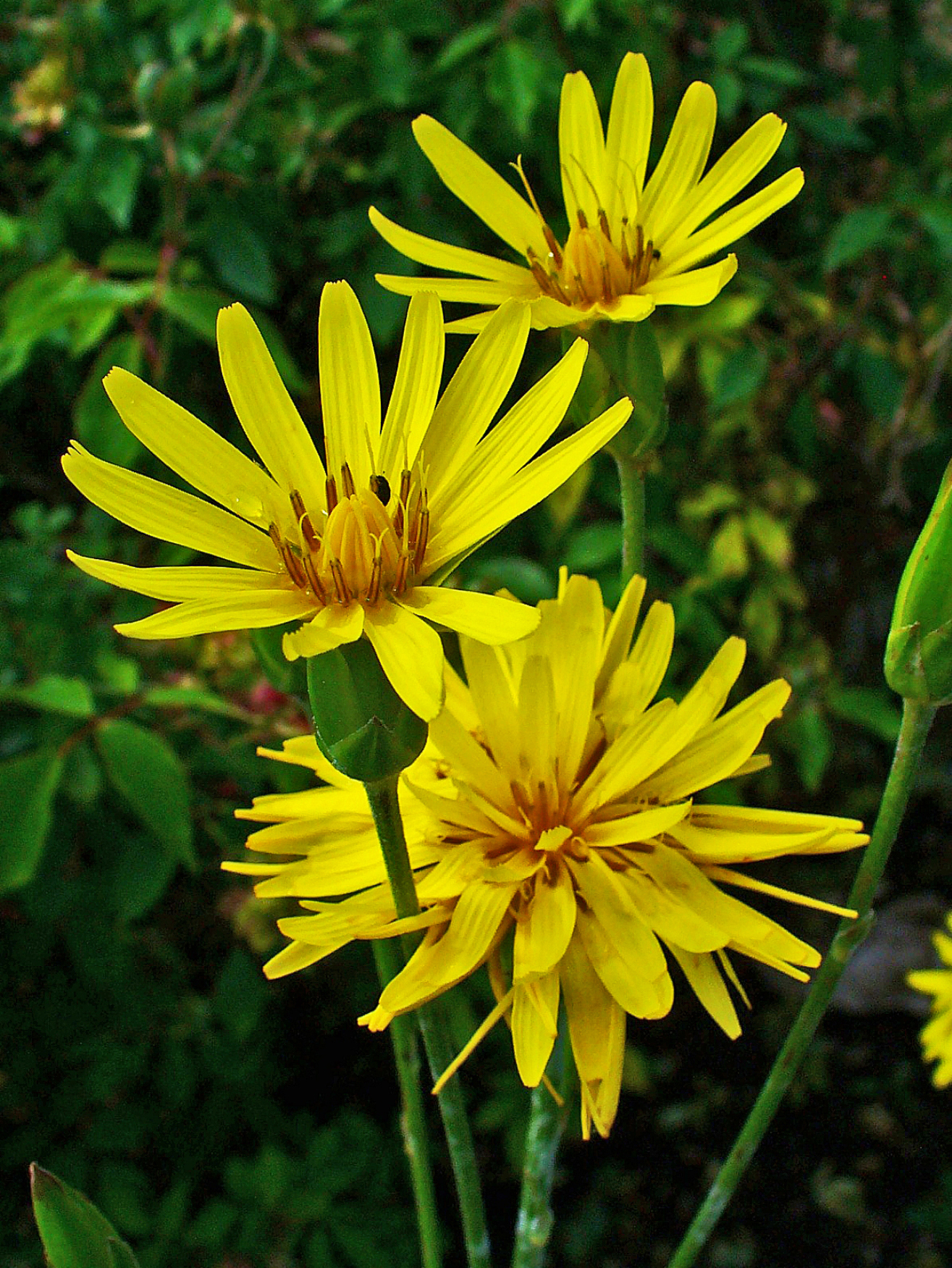
Scorzonera hispanica (Scorzonera di Spagna)
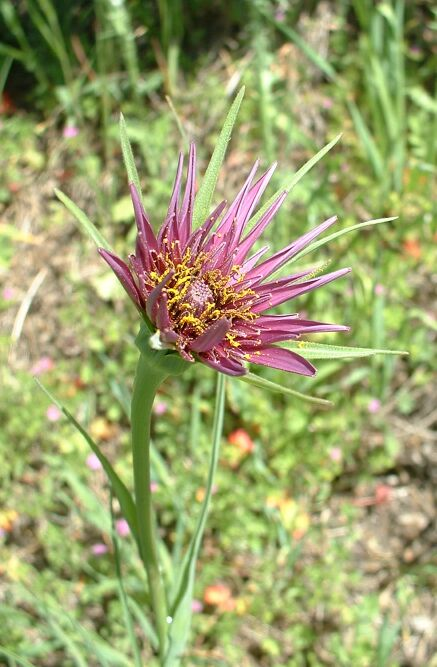
Tragopogon porrifolius (Barba di becco violetta)
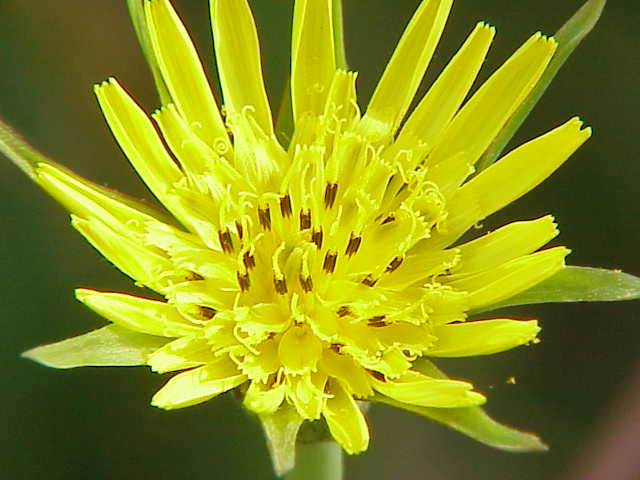
Tragopogon pratensis (Barba di becco comune)